# Rahozina (obwód witebski)
Rahozina (biał. Рагозіна; ros. Рагозино, Ragozino) – wieś na Białorusi, w obwodzie witebskim, w rejonie orszańskim, w sielsowiecie Arechausk.